# Estación Strobel
La estación de ferrocarril Strobel se encuentra en la localidad homónima ubicado a 5 km al noroeste de la ciudad de Diamante, municipio al cual pertenece, en el departamento Diamante, provincia de Entre Ríos en la República Argentina. Formó una localidad separada, pero actualmente está unida a Diamante.
La historia del barrio está ligada a la estación ferroviaria; que funcionó hasta 1980 aproximadamente. Baña su ribera el arroyo de la Ensenada, afluente del río Paraná. La principal fuente de ingresos de sus habitantes es la agricultura y por ello se han desarrollado en el lugar, diversos talleres artesanales de herrería, carpintería y mecánica, actividades que en este caso son accesorias al mantenimiento de la maquinaria agrícola. Strobel es un ejemplo típico de los cientos de pequeños poblados agrícolas y ganaderos que han logrado establecer los inmigrantes europeos a las fértiles tierras de la provincia de Entre Ríos. La ascendencia que se encuentra en mayor número es la de origen italiano y alemán. 

## Servicios ferroviarios
Se encuentra entre las estaciones Diamante y Puiggari.